# Lisa Bufano
| Nascimento         | 20 de outubro de 1972 Boston- Massachutts, EUA               |
| Morte              | 03 de outubro de 2013 (40 anos)São Francisco-Califórnia, EUA |
| Nacionalidade      | estadunidense                                                |
| Ocupação           | Performer, dançarina, artista plástica.                      |
| Magnum opus        | "One Breath is an Ocean for a Wooden Heart”                  |
| Movimento estético | Arte pós-humana                                              |

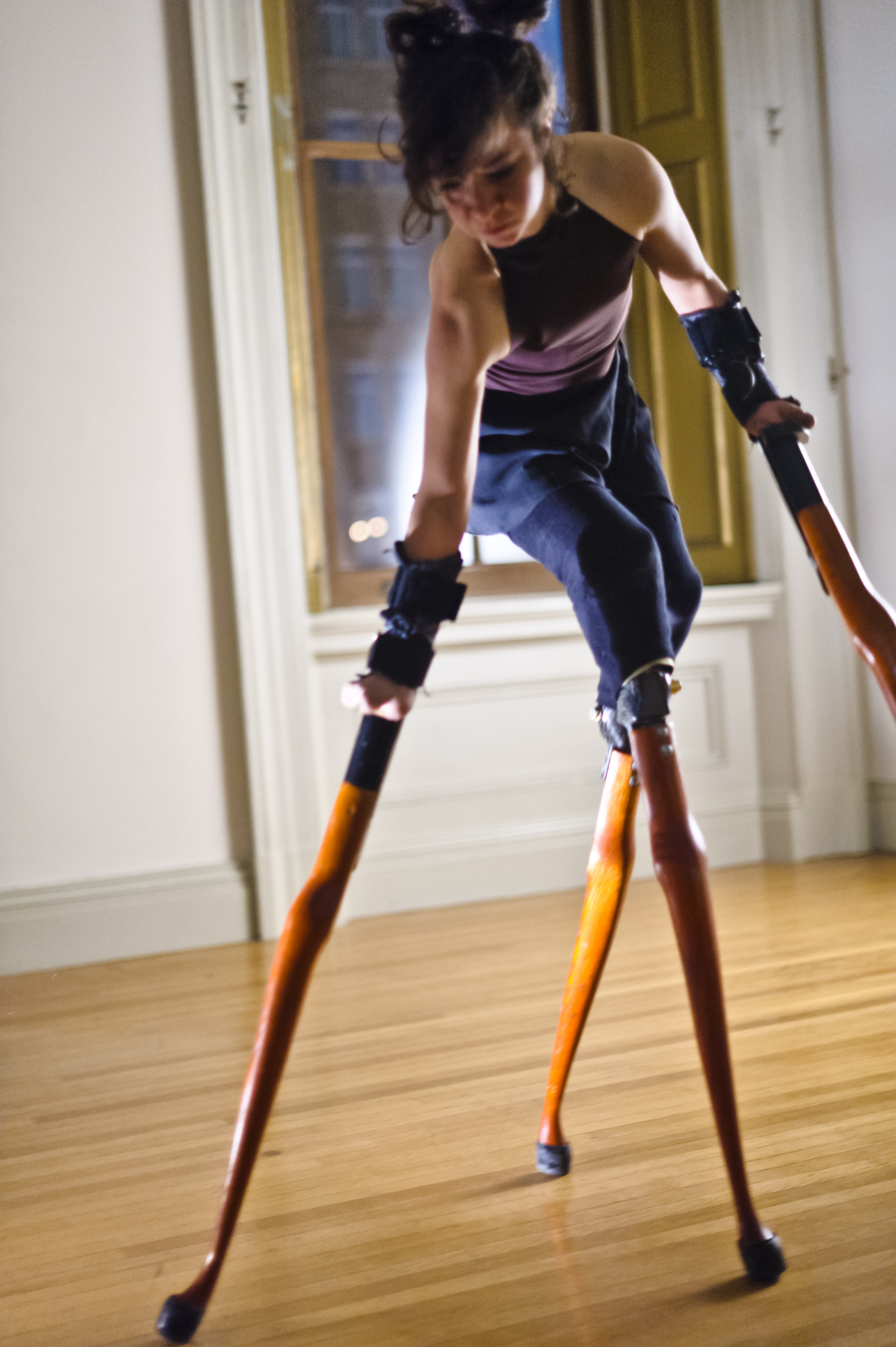
Lisa Bufano s/d

Lisa Louise Bufano (Boston, 1972-São Francisco,03 out. 2013) foi uma artista interdisciplinar e performer, originalmente de Boston, Massachusetts, que costuma usar próteses e adereços em seus trabalho. Lisa se apresentou para plateias no Brasil, França, Áustria, Croácia, Eslovênia, Canadá e em outros locais dos Estados Unidos, incluindo o The Kennedy Theatre em Washington D.C., o Baryshnikov Arts Center e a Judson Memorial Church em Nova York. Foi uma beneficiária da Franklin Furnace Fund for Performance Art e manteve uma associação contínua com a Makel School em Vienna-Austria.
Lisa era uma ginasta competitiva quando criança e uma dançarina go-go na faculdade. Depois que uma infecção bacteriana levou à amputação de seus pés e dedos quando ela tinha 21 anos, Lisa cursou  Escultura e Animação e em stop-motion na Escola do Museu de Belas Artes de Boston. Em  2010, ela excursionou com a AXIS Dance Company, apresentando obras coreografadas por Victoria Marks, Joe Goode e Kate Weare. Um amigo a trouxe para Boise, ID, em 2009, quando uma luta desagradável com uma infecção recorrente por MRSA forçou-a a tirar uma licença médica da turnê. Enquanto ela estava se curando, ela buscou trabalho visual em pintura e soft-escultura como artista residente no programa 8th St. AIR de Boise. Lisa  se mudou de volta para a área da baía. Ela trabalhou em um estúdio de frente de loja em Oakland Chinatown, bairro de São Francisco-Califórnia.

## Vida pessoal
Filha de Louis A. Bufano e Elizabeth "Betty" Bufano , Lisa se formou na Universidade Tufts em 2003, e mais tarde na Escola do Museu de Belas-Artes de Boston (SMFA). Ginasta competitiva quando criança (e uma dançarina go-go na faculdade), ela se tornou uma amputada bilateral do polegar e do dedo polegar total devido a uma infecção bacteriana por estafilococo com risco de vida aos 21 anos de idade.
Sabe-se que ela teve ao menos um irmão conhecido, o músico Peter Bufano.

## Principais obras
Segundo as palavras de Peter Bufano, irmão de Lisa, além das suas apresentações de dança, ela já vinha fazendo trabalhos com artes visuais desde bem jovem. No entanto, para o cenário artístico, as produções mais relevantes são oriundas das artes cênicas. Sendo a performance "One Breath is an Ocean for a Wooden Heart” (2007) a mais comentada até então. Segundo a descrição de "One Breath is an Ocean for a Wooden Heart” (2007) é relativamente mais relevante que as demais obras da artista, por que foi pensada por Lisa Bufano para apresentar relações  possíveis entre os corpos amputados e “sadios”.  A descrição da obra citada no artigo Crip Kin, Manifesting (2019) pela pesquisadora Alison Kafer (University of Texas, Austin) é a seguinte:
Bufano colocou a próteses / palafitas não apenas em seus próprios membros, mas nas de seu colaborador, Sonsheree Giles. Em uma fotografia do seu show de 2007, Uma respiração é um oceano para um coração de madeira, Bufano e Giles se vestem de forma idêntica: seus corpos de pele clara vestidos com pantalonas semi-transparentes e próteses laranja-brilhantes em todos os quatro. membros. Giles está se movendo sobre as quatro patas sob a ponte formada pelo corpo de Bufano, a cabeça e os ombros roçando o estômago de Bufano. Bufano era um amputado, Giles não é, mas todos os seus oito próteses levantam questões sobre quem e para que servem as próteses. Bufano e Giles, em seu movimento em conjunto com as próteses de palafitas, recusam qualquer compreensão simples de diagnóstico ou delineação aguda entre "deficientes" e "fisicamente aptos". (KAFER, 2019, p. 14)

As obras de Lisa Bufano que fogem um pouco dessa linha performática ou cênica, se dividem em criações de vídeos performances em stop-motion ou na confecção de objetos, esculturas e outros. Fato que coincide com a formação da artista, descrita e seu portfólio digital. Sobre esse aspecto criativo de Bufano, a mais emblemática criação sua, com certeza são suas próteses, que também chegaram a ser expostas em uma exposição coletiva organizada na França, com o título de Body, Prosthesis and Bio-Objects (2011).

## Exposições e eventos
Em vida Lisa Bufano participou de várias exposições em seu país de origem e no mundo. No seu site/blog/portfólio digital existe uma lista, transcrita assim:
```
Bodies of Work: Festival of Disability Art and Culture
 - Chicago
```

Tipo de apresentação: Performance
Datas: 15 a 25 de maio de 2013
Local: 115 W. Chicago Ave Chicago, IL
Organizadores: Bodies of Work: Festival of Disability Art and Culture - Chicago

```
A Wake
 - Brazil Tour
```

Tipo de apresentação: Turnê de apresentações performáticas
Datas: 25 de abril a 6 de maio de 2013
Local: VIVADANÇA Festival Internacional, Salvador/BA; Centro Cultural da Caixa, São José do Rio Preto/SP; Teatro Municipal Humberto Sinibaldi Neto, São José do Rio Preto, FLIV – Festival Literário, Votuporanga/SP;
Organizadores: Associação de Amigos da Arte e Mantenedores da Companhia Virtual de Dança; 
```
Performance Installation
 All Worlds Fair
```

Tipo de apresentação: Performance/Instalação
Datas: 22 e 23 de fevereiro de 2013
Local: Edifício Old Mint, San Francisco- Califórnia
Organizadores: All Worlds Fair
```
Performance Installation
 Extreme Futurist Festival
```

Tipo de apresentação: Performance/Instalação
Datas: 22 de dezembro de 2012
Local: 450 South Bixel St., Los Angeles- Califórnia
Organizadores: Extreme Futurist Festival
```
How Does It End?
```

Tipo de apresentação: Performance
Datas: 7 e 8 de novembro de 2012
Local: 715 Bryant St. San Francisco- Califórnia
Organizadores: The Garage
```
Conjoined
```

Tipo de apresentação: Performance/Instalação em palafitas
Datas: 15 de setembro de 2012
Local: 701 Mission St., San Francisco- Califórnia
Organizadores: Femina Potens' Askew Film and Performance Festival/ YBCA
```
Poetic Prosthetics: Lived Reality and Flights of Imagination
```

Tipo de apresentação: Performance e debate
Datas: 5-7 e 16 de maio de 2012
Local: 1111 8th St.(em Hooper), California College of the Arts San Francisco
Organizadores: Ann Schnake's MFA exhibition: Re-Imagine, Re-Tool
```
Film Screening and Round Table Discussion at SF State University
```

Tipo de apresentação: Apresentação de filmes e discussão em mesa redonda
Datas: 28 de março de 2012
Local: 1650 Holloway Ave, San Francisco- Califórnia
Organizadores: Universidade Estadual de San Francisco
```
Century-old ballet still pushing boundaries
```

Tipo de apresentação: Entrevista
Datas: s/d
Local: http://kalw.drupal.publicbroadcasting.net/post/century-old-ballet-still-pushing-boundaries#stream/0
Organizadores: KALW News
```
Performance in Oakland, CA.
```

Tipo de apresentação: Performance
Datas: 10-12 de fevereiro de 2012
Local: 530 19th St., Oakland- Califórnia
Organizadores: The Marion Green Black Box Theater/ Fox Theater
```
New Interview Online
```

Tipo de apresentação: Entrevista Online
Datas: 19 de janeiro de 2012
Local: http://thegimpavenger.blogspot.com/2012/01/episode-9-of-hash-it-out-with-jane-on.html
Organizadores: Jane Hash
```
Body, Prosthesis and Bio-Objects
```

Tipo de apresentação: Residência Teatral, Exposição e Apresentações no Norte da França/ Exposição
Datas: 7 de novembro a 18 de dezembro de 2011 (residência)/ 15 de novembro a 18 de dezembro de 2011 (exposição)
Local: 169, bulevar Raymond Poincaré- Bethune- França
Organizadores: The Garage
```
Performance in Bethune, France
```

Tipo de apresentação: Performance (abertura)
Datas: 16 de novembro de 2011
Local: 169, bulevar Raymond Poincaré- Bethune- França
Organizadores: The Garage
```
Residency and Performance at the Hippodrome, Douai, France.
```

Tipo de apresentação: Residência artística
Datas: 7 à 17 de novembro de 2011
Local: Hippodrome, Douai, França.
Organizadores: Art+Toi, Bethunr 2011, Capitale Regionale de la Culuture.

## Morte
Existe um grande mistério sobre as reais causas que levaram à escolha de Lisa Bufano de tirar sua própria vida. Principalmente, por que até então ela já tinha superado duas experiências dolorosas com infecções bacterianas, que embora, lhe tenham afligido com sequelas, não a impediu de continuar produzindo. Contrariando qualquer tradição suicida, Lisa Bufano se suicidou no dia 03 de outubro de 2013, enquanto estava sozinha em casa com seu cachorro de estimação, não deixando sequer uma carta de despedida.
O único membro a se pronunciar sobre o caso, foi seu irmão Peter Bufano, que dentre tantas revelações disse em entrevista para WBUR:
Estou cercado por especulações sobre por que Lisa tirou a própria vida. Facebook, amigos, familiares e seus fãs gostariam de saber. Eles querem que faça sentido para eles. Eles querem se sentir bem. Em última análise, eles a querem de volta.
Mas estou tendo muita dificuldade com tudo isso. Lisa não gostava que outras pessoas projetassem a ideia de quem ela era nela. Nós nunca vamos entender o porquê. Isso nunca fará sentido.
Eu acredito que ela viveu toda a sua vida e que sua vida foi muitas vidas. Eu não acredito que foi curto. Sua missão foi concluída e ela deve ter entendido esse fato quando partiu deste mundo. Ela estava sozinha com seu cachorro em sua casa no meio da noite.
Ainda assim, continuar sem minha irmã parece insuportável às vezes. O mundo é um lugar muito menos bonito sem o rosto de Lisa. As piadas mais engraçadas são menos engraçadas sem a risada dela. Um vestido é apenas um vestido sem a sua maneira peculiar, escura, arrepiante e bonita de ver o mundo. (
(Peter Bufano apud WBUR-THEARTERY, 2013)

Até o presente momento não se sabe se houve ou haverá exposições retrospectivas sobre a vida ou obra de Lisa Bufano ou mostras póstumas.

## Legado
Muitas das artistas que trabalham com questões relacionadas à limitação física tomam Lisa Bufano como referencial estético. Esse é o caso, por exemplo, de Alice Sheppard que desenvolve performance e danças com cadeiras de rodas, e divulgou, no mesmo periódico que Kafer publicou seu Crip Kin, Manifesting (2019), seu comentário crítico: Staging Bodies, Performing Ramps: Cultural-Aesthetic Disability Technoscience no qual faz a seguinte consideração sobre uma de suas obras que receberam influência de Bufano:

"Where Good Souls Fear and Doors" minha outra peça nesta forma, está conectada à dança da deficiência, histórias estéticas e culturais em particular através do trabalho de Lisa Bufano (1972-2013). Em “One Breath is an Ocean for a Wooden Heart”, Bufano e Sonsheree Giles empurram a noção de pernas protéticas dançando em quatro palafitas de madeira de vinte e oito polegadas. Bufano descreve as pernas de pau como "ferramentas", mas a dança revela como as ferramentas se tornam corpo. (SHEPPARD, 2019, p. 12) 